# Llista d'episodis de Gavin i Stacey
La sèrie de televisió anglesa Gavin i Stacey consta de tres temporades de sis capítols cadascuna més un especial de Nadal. Al Regne Unit, la primera temporada va començar el 13 de maig i va acabar el 10 de juny del 2007. La segona temporada va emetre's durant el 16 de març i el 20 d'abril de 2008. Entre la segona i la tercera temporada es va emetre l'especial de Nadal el 24 de desembre de 2008. La tercera temporada va emmarcar-se entre el 26 de novembre de 2009 i l'1 de gener de 2010.
A Catalunya, la sèrie s'emet al canal juvenil 3XL. S'emet des del 8 de març de 2012.

## Temporades
| Temporada | Temporada         | Episodis | Duració al Regne Unit                       | Duració a Catalunya                     | Duració a Catalunya |
| --------- | ----------------- | -------- | ------------------------------------------- | --------------------------------------- | ------------------- |
|           | 1                 | 6        | 13 de maig de 2007 - 10 de juny de 2007     | 8 de març de 2012 - 22 de març del 2012 |                     |
|           | 2                 | 7        | 16 de març de 2008 - 20 d'abril de 2008     | 5 d'abril de 2012 - 26 d'abril de 2012  |                     |
|           | Especial de Nadal | 1        | 24 de desembre de 2008                      | 3 de maig de 2012                       |                     |
|           | 3                 | 6        | 26 de novembre de 2009 - 1 de gener de 2010 | 10 de maig de 2012 - 24 de maig de 2012 |                     |

## Llista d'episodis

### Primera temporada
| # | # | Títol en català      | Director         | Guionistes              | Data d'estrena al Regne Unit | Data d'estrena a Catalunya |
| 1 | 1 | La trobada           | Christine Gernon | Ruth Jones James Corden | 13 de maig de 2007           | 8 de març de 2012          |
| En Gavin i la Stacey, obsessionats l'un per l'altre després de sis mesos de parlar per telèfon des de la feina, per fi han decidit trobar-se a Londres. L'oncle de la Stacey, molt preocupat, ha donat una alarma antiviolació a la seva neboda. La mare d'en Gavin està més emocionada que mai. En Gavin hi anirà amb el seu millor amic, l'Smithy, que l'únic que vol és conèixer l'amiga de la Stacey, la Nessa. El que és clar és que ha arribat el moment de la veritat. |   |                      |                  |                         |                              |                            |
| |   |                      |                  |                         |                              |                            |
| 2 | 2 | La trucada           | Christine Gernon | Ruth Jones James Corden | 13 de maig de 2007           | 8 de març de 2012          |
| En Gavin i la Stacey són feliços i estan més enamorats que mai, però un malentès per telèfon farà que la Stacey comenci a dubtar si ha de tirar endavant la relació. En Gavin té clar que l'única manera de solucionar-ho és anar-la a veure en persona a Barry Island. Després de la reconciliació, la Stacey, més nerviosa que mai, anirà a conèixer la família d'en Gavin.                                                                                                 |   |                      |                  |                         |                              |                            |
| |   |                      |                  |                         |                              |                            |
| 3 | 3 | El compromís         | Christine Gernon | Ruth Jones James Corden | 20 de maig de 2007           | 15 de març de 2012         |
| Ara que ja han decidit que es casen, en Gavin i la Stacey es disposen a explicar-ho a amics i família. Els pares d'en Gavin estan més contents que mai. La família de la Stacey, en canvi, no ho veu tan clar. El que s'ho ha agafat pitjor és l'Smithy, que no vol ni parlar amb en Gavin. Sigui com sigui, ha arribat l'hora que es coneguin les dues famílies, i ho faran en una festa a casa dels Shipman, on es parlarà de moltes coses, fins i tot de diners.           |   |                      |                  |                         |                              |                            |
| |   |                      |                  |                         |                              |                            |
| 4 | 4 | La fira de casaments | Christine Gernon | Ruth Jones James Corden | 27 de maig de 2007           | 15 de març de 2012         |
| Només falta un mes i mig per al casament i els nervis estan a flor de pell. En Gavin té la intenció de fer una proposta molt important a l'Smithy, però encara no té clar si l'acceptarà. La Nessa està molt desconcertada perquè té un retard. La família Shipman anirà fins a Barry Island a una fira nupcial i l'Smithy començarà a preparar el comiat de solter d'en Gavin, que vol que sigui ben sonat.                                                                  |   |                      |                  |                         |                              |                            |
| |   |                      |                  |                         |                              |                            |
| 5 | 5 | La sorpresa          | Christine Gernon | Ruth Jones James Corden | 3 de juny de 2007            | 22 de març de 2012         |
| Ha arribat la nit dels comiats de solter, tant el d'en Gavin com el de la Stacey. La Stacey, quan ha sabut que el seu germà, en Jason, tornava a casa, s'ha posat més contenta que mai. L'oncle Bryn, en canvi, ha tingut una reacció ben estranya. D'altra banda, tant la Stacey com la Nessa amaguen secrets que podrien canviar moltes coses. La Stacey, a més, dubta que en Gavin es vulgui casar amb ella si descobreix el gran secret del seu passat.                   |   |                      |                  |                         |                              |                            |
| |   |                      |                  |                         |                              |                            |
| 6 | 6 | El casament          | Christine Gernon | Ruth Jones James Corden | 10 de juny de 2007           | 22 de març de 2012         |
| Per fi ha arribat el dia del casament! Els Shipman i els West estan contents, emocionats i molt orgullosos d'en Gavin i la Stacey. L'Smithy, que fa de padrí, ho té tot a punt per fer un discurs sorprenent, fins i tot per ell! L'oncle Bryn continua comportant-se d'una manera molt estranya amb en Jason, el germà de la Stacey, però la que ho porta més malament és la Nessa, que podria acabar confessant el seu secret i posant en perill el casament.               |   |                      |                  |                         |                              |                            |
| |   |                      |                  |                         |                              |                            |

### Segona temporada
| # | # | Títol en català             | Director         | Guionistes              | Data d'estrena al Regne Unit | Data d'estrena a Catalunya |
| 7 | 1 | L'àpat                      | Christine Gernon | Ruth Jones James Corden | 16 de març de 2008           | 5 d'abril de 2012          |
| Han passat tres setmanes des del casament i en Gavin i la Stacey tornen de la lluna de mel per instal·lar-se a cals Shipman fins que trobin un lloc per a ells dos sols. La Gwen, en Bryn i la Nessa faran el viatge des de Gal·les per portar totes les coses de la Stacey. La Dawn i en Pete han quedat amb un noi africà per proposar-li de fer un trio. La Stacey s'adonarà que la Nessa encara no ha explicat a l'Smithy que és el pare de la criatura que espera.                     |   |                             |                  |                         |                              |                            |
| |   |                             |                  |                         |                              |                            |
| 8 | 2 | La Revelació                | Christine Gernon | Ruth Jones James Corden | 16 de març de 2008           | 5 d'abril de 2012          |
| L'Smithy, després de saber que la Nessa està embarassada d'ell, ha desaparegut. A la Stacey encara li costa pair que a partir d'ara viurà lluny de la seva família. Sobretot perquè la Nessa, la seva millor amiga, la necessita més que mai. La Nessa, a més, no té clar si vol que l'Smithy li faci costat a l'hora de tirar endavant el seu embaràs. |   |                             |                  |                         |                              |                            |
| |   |                             |                  |                         |                              |                            |
| 9 | 3 | L'esposa d'Essex            | Christine Gernon | Ruth Jones James Corden | 23 de març de 2008           | 12 d'abril de 2012         |
| La Stacey cada dia està més angoixada perquè no troba feina, i la Pam li diu que el que ha de fer és moure's una mica més. L'Smithy està destrossat perquè, arran de l'embaràs de la Nessa, la seva nòvia l'ha deixat. Avui, a més, en Gavin i la Stacey se'n van a Barry Island per portar-hi l'Smithy, que acompanyarà la Nessa a la primera ecografia. |   |                             |                  |                         |                              |                            |
| |   |                             |                  |                         |                              |                            |
| 10 | 4 | Buscant casa                | Christine Gernon | Ruth Jones James Corden | 30 de març de 2008           | 12 d'abril de 2012         |
| La Stacey encara no té feina ni casa pròpia i s'està començant a penedir de la decisió que van prendre d'anar-se'n a viure a Essex. Avui, almenys, aniran a veure un pis amb en Gavin. La Pam, la mare d'en Gavin, també reconeix que la situació a casa comença a ser una mica preocupant. La Dawn i en Pete continuen buscant algú per fer un trio. |   |                             |                  |                         |                              |                            |
| |   |                             |                  |                         |                              |                            |
| 11 | 5 | La decisió                  | Christine Gernon | Ruth Jones James Corden | 6 d'abril de 2008            | 19 d'abril de 2012         |
| En Gavin i l'Stacey no s'acaben de posar d'acord a l'hora de decidir on s'han d'instal·lar. En Gavin no en vol ni sentir a parlar, de la possibilitat d'anar-se'n a viure a Barry Island. La Stacey, després d'una discussió molt forta, decideix tornar a Gal·les en tren tota sola. L'Smithy explica a en Gavin que ha tornat a estar amb la Nessa i sap que s'hauran de tornar a veure a la festa sorpresa que està organitzant en Bryn. El que no sap és que la Nessa no hi anirà sola. |   |                             |                  |                         |                              |                            |
| |   |                             |                  |                         |                              |                            |
| 12 | 6 | La parella solitària        | Christine Gernon | Ruth Jones James Corden | 13 d'abril de 2008           | 19 d'abril de 2012         |
| En Gavin i l'Stacey, després de la discussió a la festa sorpresa de la Gwen, han decidit tornar-se'n a viure cadascú a casa de la seva família. La Pam emprendrà accions per evitar que plantin una antena de telèfons molt a prop de casa seva. En Bryn explicarà a en Jason que en Dave, l'amic de la Nessa, sap tot el que va passar a l'excursió de pesca. |   |                             |                  |                         |                              |                            |
| |   |                             |                  |                         |                              |                            |
| 13 | 7 | L'hora d'arreglar les coses | Christine Gernon | Ruth Jones James Corden | 20 d'abril de 2008           | 26 d'abril de 2012         |
| Després de fer les paus, la Stacey torna a Essex amb en Gavin. D'entrada, sembla que tot va bé, fins que la Pam i en Mick els ofereixen diners per pagar l'entrada d'un pis. La Stacey, aleshores, s'adona que entre ella i en Gavin hi ha problemes més de fons i decideix tornar-li l'anell de casats. Més tard, la Nessa es posa de part, i en Gavin i l'Smithy fan tot el que poden per arribar-hi a temps.                                                                             |   |                             |                  |                         |                              |                            |
| |   |                             |                  |                         |                              |                            |

### Especial de Nadal
| # | # | Títol en català     | Director         | Guionistes              | Data d'estrena al Regne Unit | Data d'estrena a Catalunya |
| 14 | - | La notícia de Nadal | Christine Gernon | Ruth Jones James Corden | 24 de desembre de 2008       | 3 de maig de 2012          |
| La família de la Stacey, amb en Dave de xofer, anirà a passar la nit de Nadal a cals Shipman. La Dawn i en Pete també s'hi apunten, i la Nessa i l'Smithy hi seran amb el seu fill, en Neil. Tothom compta que sigui una nit plena d'emocions, però aviat comencen els problemes. L'Smithy se sent incòmode veient la Nessa, en Dave i en Neil jugant a la família feliç. En Bryn i en Jason per fi parlen amb en Dave del que va passar a l'excursió de pesca, i en Gavin i la Stacey donen una notícia que deixa ben trasbalsats la Pam i l'Smithy. |   |                     |                  |                         |                              |                            |
| |   |                     |                  |                         |                              |                            |

### Tercera temporada
| # | # | Títol en català   | Director         | Guionistes              | Data d'estrena al Regne Unit | Data d'estrena a Catalunya |
| 15 | 1 | Ajustaments       | Christine Gernon | Ruth Jones James Corden | 26 de novembre de 2009       | 10 de maig de 2012         |
| En Gavin està content d'haver trobat feina a Cardiff i la Stacey de tornar a viure a Barry Island. L'Smithy comença a pair que a partir d'ara no tindrà el seu millor amic al costat i la Nessa ha decidit anar-se'n a viure a la caravana d'en Dave. El cap de setmana es trobaran tots per celebrar el bateig d'en Neil, però l'Smithy rebrà la notícia que la celebració podria ser per partida doble. En Gavin i la Stacey, d'altra banda, han decidit que també volen tenir un fill. |   |                   |                  |                         |                              |                            |
| |   |                   |                  |                         |                              |                            |
| 16 | 2 | La nova feina     | Christine Gernon | Ruth Jones James Corden | 3 de desembre de 2009        | 10 de maig de 2012         |
| La Stacey avui té una entrevista de feina i no les acaba de tenir totes. A part de tot, creu que podria estar embarassada. En Dave no s'agafa gaire bé que la Nessa se'n vagi a Essex perquè en Neil pugui estar amb el seu pare. L'Smithy, en canvi, no se sap avenir que la Nessa hagi tingut aquest detall. La Pam i en Mick han convidat la Dawn i en Pete a sopar a casa i es presenta una festa d'allò més moguda on hi pot passar de tot.                                          |   |                   |                  |                         |                              |                            |
| |   |                   |                  |                         |                              |                            |
| 17 | 3 | L'embaràs         | Christine Gernon | Ruth Jones James Corden | 10 de desembre de 2009       | 17 de maig de 2012         |
| La Pam i en Mick encara no tenen clar si tirar endavant les obres de la galeria que els ha de fer l'Smithy. En Bryn està molt emocionat preparant l'arribada dels nois d'Essex. Avui sortiran tots junts per Cardiff i després es quedaran a dormir a casa seva. L'Smithy es tornarà a veure amb la Nessa després del que va passar l'última vegada a cals Shipman i està més neguitós que mai, i l'Stacey donarà una notícia a en Gavin que el deixarà ben trasbalsat.                   |   |                   |                  |                         |                              |                            |
| |   |                   |                  |                         |                              |                            |
| 18 | 4 | L'esperma         | Christine Gernon | Ruth Jones James Corden | 17 de desembre de 2009       | 17 de maig de 2012         |
| En Pete i la Dawn es comencen a posar nerviosos preparant la cerimònia de la renovació dels vots. La Stacey no aconsegueix quedar-se embarassada després d'un any de provar-ho i comença a pensar que potser no pot tenir fills. En Gavin, d'altra banda, se sent molt incòmode sabent que la Gwen i en Bryn coneixen tants detalls de la seva vida sexual amb la Stacey. En Dave avui sabrà què va passar entre l'Smithy i la Nessa al sopar de cals Shipman.                            |   |                   |                  |                         |                              |                            |
| |   |                   |                  |                         |                              |                            |
| 19 | 5 | La treva de Nadal | Christine Gernon | Ruth Jones James Corden | 25 de desembre de 2009       | 24 de maig de 2012         |
| La Pam i en Mick es presenten sense avisar a Barry Island per passar el dia a la platja amb tota la colla. En Dave, després de veure el bon rotllo que hi ha entre la Nessa i l'Smithy, comença a dubtar de la seva relació. En Dave i la Nessa es casen d'aquí a tres setmanes i hi ha més inseguretat que mai. D'altra banda, en Gavin tindrà una conversa amb el seu pare que el farà rumiar més del que es pensava.                                                                   |   |                   |                  |                         |                              |                            |
| |   |                   |                  |                         |                              |                            |
| 20 | 6 | El gran dia       | Christine Gernon | Ruth Jones James Corden | 1 de gener de 2010           | 24 de maig de 2012         |
| Avui és el dia del casament de la Nessa i en Dave, que per cert, encara no ha acabat de pair que ella se n'anés al llit amb l'Smithy. L'Smithy, durant la cerimònia, es quedarà cuidant en Neil, però encara no ha dit tot el que havia de dir. La Stacey donarà una notícia a en Gavin que els podria canviar la vida, i en Bryn i en Jason tornaran a parlar del seu secret. |   |                   |                  |                         |                              |                            |
| |   |                   |                  |                         |                              |                            |